# Рабочее время
Рабочее время — это время работы, пассивного и активного труда.
Согласно трудовому праву, в течение рабочего времени работник должен исполнять трудовые обязанности.
Рабочее время измеряется в тех же единицах, что и время, то есть в часах, днях и так далее. В законодательстве часто используются понятия рабочая смена, рабочий день, рабочая неделя.

## Продолжительность рабочего дня
С санитарной точки зрения, продолжительность рабочего дня не поддаётся строгой регламентации, так как она зависит от многочисленных условий (сравнительная трудность той или иной работы, индивидуальная утомляемость человека и так далее). Однако, опыт человечества указывает, что продолжительность рабочего дня не должна быть больше 10 — 11 часов в сутки.
Чрезмерная продолжительность рабочего дня ухудшает физиологическое и психологическое состояние, и как следствие ведёт к накапливанию усталости, снижению производительности труда.
В Западной Европе и Северной Америке во второй половине XIX столетия шла социальная агитация в пользу восьмичасового рабочего дня: 8 часов на работу, 8 на сон и 8 на еду и отдых. Рабочий день постепенно уменьшался. На начало XX столетия продолжительность рабочего дня в большинстве промышленно развитых стран регулировалась законом:
- в Англии не превышала 9 — 10 часов;
- во Франции 10 — 10,75 часов;
- в Германской империи 10 — 12 часов;
- в Австрии и Швейцарии законом установлен 11 часов;
- в Северо-Американских Соединённых Штатах колебалась от 9 до 11 часов;
- в Австралии 8 — 9 часов;
- в Новой Зеландии 8 часов;
- В Российской Империи, законом от 1897 года, был установлен рабочий день в 11,5 часов, но фактически в большинстве фабрик продолжительность рабочего дня составляла 11 — 12 часов, и лишь в 5 % фабрик и заводов рабочий день длился 9 — 10 часов[8].

Многими опытами и наблюдениями которые проводились в мире было доказано, что сокращение рабочего дня до 9 и 8 часов обыкновенно приводило к повышению производительности труда. На начало XX столетия, стремления рабочих всех государств и стран ввести 8 часовой рабочий день во всех производствах были далеки от осуществления. Благодаря Октябрьской революции в России был установлен восьмичасовой рабочий день, что привело к быстрому распространению его в других странах.

## Графики работ
В настоящее время во многих государствах и странах практикуются следующие графики работ:
- Четырёхдневка
- Пятидневка (40 часов);
- Шестидневка (40 часов);
- Скользящий восьмичасовой график;
- Железнодорожный график (две 12-часовых смены в течение 4 суток, «день, ночь, отсыпной, выходной»);[источник не указан 1422 дня]
- Трёхсменный график работы;
- «Северная неделя» — 36-часовая рабочая неделя, пять дней по 7,2 часа[10].